# The-Lakes-Nationalpark
Der The-Lakes-Nationalpark ist ein Nationalpark im Bereich der Gippsland-Seen und liegt im östlichen Gippsland im australischen Bundesstaat Victoria, 245 km entfernt von Melbourne.
Der 23,9 km² große Park umfasst die nordöstliche Hälfte des Ninety Mile Beach und Teile der Landzunge zwischen Lake Reeve und Lake Victoria. Südwestlich schließt sich der etwas größere Gippsland Lakes Coastal Park an.
Die geschützten Flächen umfassen sandige Nehrungen und die angrenzenden Küstengewässer und Lagunen. Die Feuchtgebiete bieten Lebensraum für 20.000 Seevögel, darunter auch viele Zugvögel. 400 einheimische Pflanzenarten und 300 Tierarten kommen dort vor.